# Alive (市瀬るぽの曲)
「alive」（アライブ）は、音声合成ソフト・鏡音リン歌唱のVOCALOID楽曲。2020年4月27日、日本のボカロP・市瀬るぽによって発表された。
アプリゲーム『プロジェクトセカイ カラフルステージ! feat. 初音ミク』の「一緒につくろう！プロジェクトセカイ楽曲コンテスト」の採用作品である。

## 概要
2020年4月27日、ピアプロにて楽曲「alive」が投稿された。同年6月13日、ゲームアプリ『プロジェクトセカイ カラフルステージ! feat. 初音ミク』の「一緒につくろう！プロジェクトセカイ楽曲コンテスト」への採用が発表され、ゲーム内では、リリース時より収録されている。
同年9月30日にYouTube・ニコニコ動画上にて公開された。再生回数は、YouTubeで60万回、ニコニコ動画で20万回を超えている（2022年6月現在）。
2021年「Brand New Day」で知られる、いるかアイスによるRemixバージョンは、ボカコレ2021秋REMIX曲ランキングにて7位となった。また同楽曲はアルバム『Reportage』に収録されている。

## 楽曲収録

### 歌唱：鏡音リン
| 発売日       | タイトル      | レーベル     | 収録曲                                     | 備考 |
| ------------ | ------------- | ------------ | ------------------------------------------ | ---- |
| 2021年3月3日 | aube          | Celo Project | alive（feat. 鏡音リン）                    |      |
| 2022年1月5日 | Reportage     | U&R records  | alive （irucaice Remix）（feat. 鏡音リン） |      |
| 2023年6月3日 | NEXT REMIXERS | U&R records  | alive (シノのセカイRemix）                 |      |